# Шуда (приток Ветлуги)
Шу́да (луговомар. Шӱдö, также Большая Шу́да) — река в России, приток Ветлуги. Длина составляет 44 км, площадь водосбора — 280 км².

## Течение
Берёт начало в Макарьевском районе Костромской области и большей частью протекает по территории Варнавинского района Нижегородской области. Высота истока — 170 м над уровнем моря. Впадает в Ветлугу близ посёлка Горки.
Притоками Шуды являются реки Стоянка, Туниха, Боровая, Жиломостка, Хахряк, Чёрная. Река умеренно извилистая с ярко выраженным процессом деформации русла.

## Прибрежные объекты
В месте впадения Шуды в Ветлугу с конца 1850-х гг. располагалась усадьба Базилевских. В 1890-х гг. усадьба была расширена. В 1907 году в ней проживало 60 рабочих. В 1896—1897 гг. на реке Шуда было проведено лесоустройство и построен стекловаренный завод. В 1914 году на заводе трудилось 115 наемных рабочих, а население поселка Шуда составляло свыше 500 человек.

## Данные водного реестра
Код объекта в государственном водном реестре — 08010400212110000042666.

## Галерея
- Мост через Шуду у посёлка Красный Луч
- Шуда у деревни Непогодиха